# Силезские диалекты немецкого языка

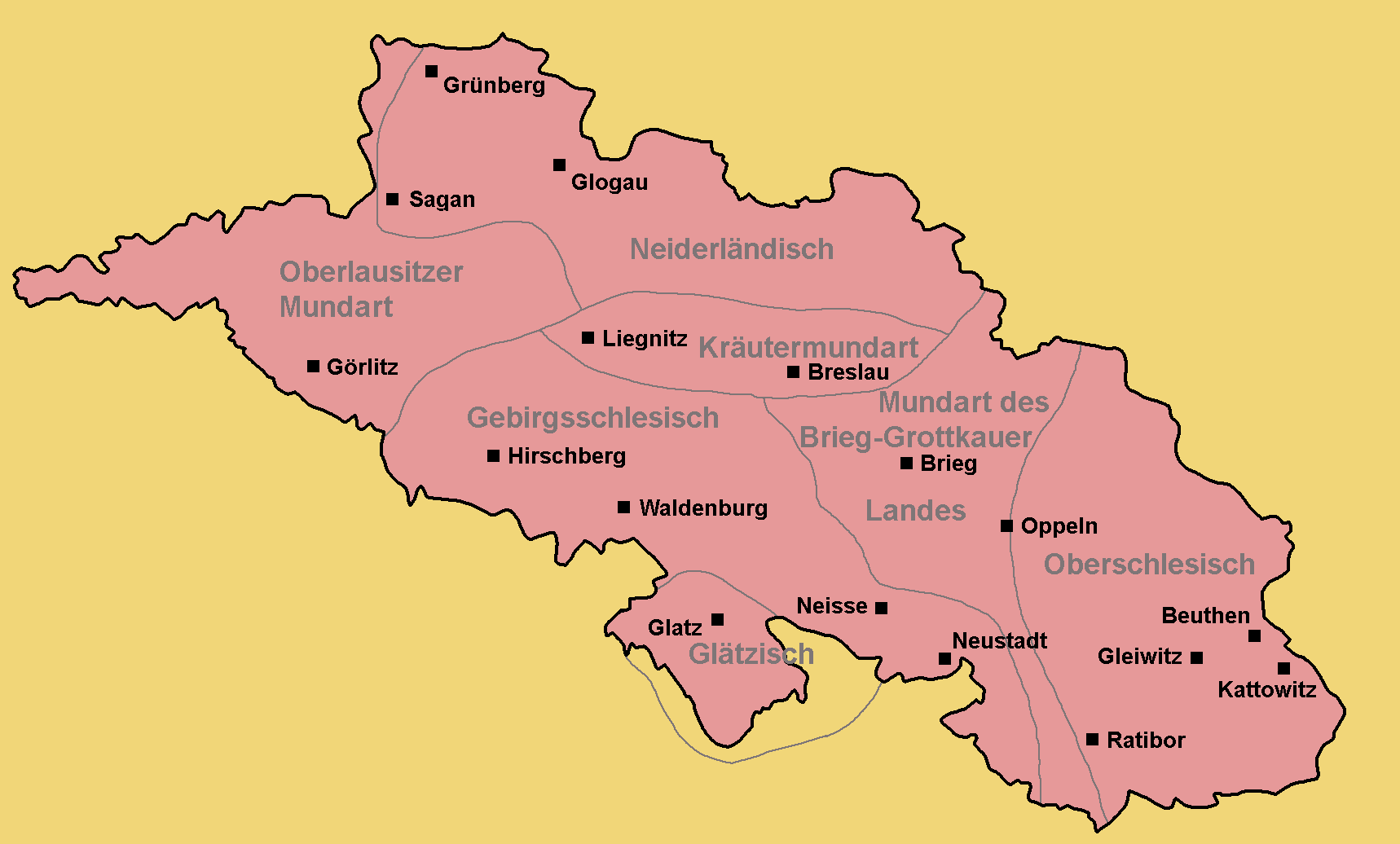
Диалекты Силезии

Силе́зские диале́кты немецкого языка (нем. Schlesisch; также Schläsisch или Schläs’sch) — диалект восточносредненемецкой группы, ранее широко распространённый в Силезии и в смежных областях Судет. После того как была создана Польская Народная Республика и из области были выселены немцы, диалект начинает «умирать», используясь только меньшинством в Верхней и отчасти в Нижней Силезии. До конца Второй мировой войны на силезских диалектах говорили около 7 миллионов человек.

## Классификация
В составе силезских диалектов выделяют:
- Вроцлавский диалект (Breslauisch)
- Бжег-гродкувский диалект (Brieg-Grottkauer Mundart)
- Горносилезский диалект (Gebirgsschlesisch)
- Глацкий диалект (Glätzisch)
- Краутский диалект (Kräutermundart)
- Найдерландский диалект (Neiderländisch)
- Северобогемский диалект (Nordböhmisch)
- Верхнелужицкий диалект (Oberlausitzisch)
- Верхнесилезский диалект (Oberschlesisch)

## Распространение
Найдерландский диалект был распространён на севере Нижней Силезии около Грюнберга, Глогува и Фрауштадта. Горносилезский диалект использовался в Судетах за исключением Лужицких гор и Клодзко. Краутский диалект является переходным между горносилезским и найдерландским, использовался в области Вроцлава (в самом городе использовался схожий городской диалект). Глацкий диалект был ограничен областью графства Глац и горными цепями. Между Вроцлавом и Ополем встречается бжег-гродкувский диалект. Восточнее в Гляйвице, Бытоме, Каттовице, Хожуве и других устно используется верхнесилезский диалект.
Типичным для большинства силезских диалектов характерным является употребление собственных (имеющих славянские корни) слов: Plotsch вместо Dummkopf, Puusch вместо Wald, Pieronstwo вместо Ramsch (Zeugs, Krimskrams) и т. д.